# Consell General de l'Alt Saona
El Consell General de l'Alt Saona és l'assemblea deliberant executiva del departament francès de l'Alt Saona a la regió de Borgonya - Franc Comtat. La seva seu es troba a Vesoul. Des de 2011, el president és Yves Krattinger (PS)

## Antics presidents del Consell
| Nom       | Nom                   | Mandat          | Partit        |
| --------- | --------------------- | --------------- | ------------- |
| Segle XX  |                       |                 |               |
|           | Maurice Georges       | 1953 - 1955     | ARS           |
|           | Pierre Vitter         | 1955 - 1956     |               |
|           | Marcellin Carraud     | 1956 - 1958     |               |
|           | Alfred Clerget        | 1958 - 1970     | UNR           |
|           | Jean-Marcel Jeanneney | 1970 - 1971     | UDR           |
|           | Pierre Vitter         | 1971 - 1976     | RI            |
|           | Michel Miroudot       | 1976 - 1979     | RI després PR |
|           | André Girard          | 1979 - 1982     | PS            |
|           | Jean Reyboz           | 1982 - 1989     |               |
|           | Christian Bergelin    | 1989 - 1998     | RPR           |
|           | Marc Roussel          | 1998 - 2001     | PRG           |
| Segle XXI |                       |                 |               |
|           | Yves Krattinger       | 2001 - en cours | PS            |

## Composició

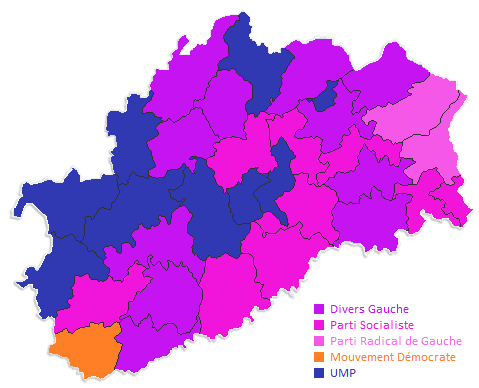
Composició política dels cantons de l'Alt Saona

El març de 2011 el Consell General de l'Alt Saona era constituït per 32 elegits pels 32 cantons de l'Alt Saona.
| Partit                        | Sigles | Electes |
| ----------------------------- | ------ | ------- |
| Majoria (22 escons)           |        |         |
| Partit Socialista             | PS     | 11      |
| Partit Republicà d'Esquerra   | PRG    | 2       |
| Divers gauche                 | DVG    | 9       |
| Oposició (10 escons)          |        |         |
| Unió pel Moviment Popular     | UMP    | 8       |
| Moviment Demòcrata            | MoDem  | 1       |
| Divers droite                 | DVD    | 1       |
| President del Consell General |        |         |
| Yves Krattinger (PS)          |        |         |